# Commune III (Bamako)
 (mai 2025).
Si vous disposez d'ouvrages ou d'articles de référence ou si vous connaissez des sites web de qualité traitant du thème abordé ici, merci de compléter l'article en donnant les références utiles à sa vérifiabilité et en les liant à la section « Notes et références ».
La commune III de Bamako est une des six anciennes communes urbaines et ancienne collectivité territoriale du district de Bamako, la capitale du Mali.

## Géographie
La commune s'étend sur la rive gauche du fleuve Niger au nord du district de Bamako. 
| Dogodouman | Dialakorodji |            |
| Commune IV | Commune III  | Commune II |
|            | Commune V    |            |

## Histoire
La Commune III est instaurée par ordonnance en 1978, modifiée par une loi de février 1982 fixant les nouvelles limites des Communes III et IV, elle est confirmée en 1991.

## Quartiers
La commune s'étend sur 20 localités relevées lors du recensement général de 2009. 
Les quartiers les plus peuplés sont :
- N'Tomikorobougou (14 398 habitants)
- Centre commercial (10 947 habitants)
- Koulouba (10 837 habitants)

En 2009, la commune est constituée de 24 quartiers :
ExBase A
Ex Base B
Quartier du fleuve 
Minkoungo
- Badialan 1
- Badialan 2
- Badialan 3
- Bamako Coura-Bolibana
- Bamako Coura
- Centre commercial
- Darsalam
- Dravela
- Dravela Bolibana
- Kodabougou
- Koulouba
- Koulouniko
- N'Tomikorobougou
- Nyomirambougou
- Ouolofobougou
- Ouolofobougou Bolibana
- Point G
- Same
- Sirakoro Dounfing
- Sokonafing

## Population
L'accroissement annuel de la population est de 2,4 % pendant la période 1998-2009.
| 1976   | 1987   | 1998   | 2009    |
| ------ | ------ | ------ | ------- |
| 93 092 | 95 783 | 99 753 | 128 666 |

## Politique
| Période | Maire élu ou Délégation spéciale | Parti politique |
| ------- | -------------------------------- | --------------- |
|         | Guédiouma Diallo                 |                 |
| 2009    | Abdel Kader Sidibé               | Adéma-Pasj      |
| 2016    | Djiré Mariame Diallo             | Adéma-Pasj      |

## Services et infrastructures
- Palais présidentiel de Koulouba (1907)
- Cité Administrative ( Primature...)
- Direction Générale Moov Mali
- Tour de la BCEAO
- Direction générale ( BDM SA, ECO BANK, BIM SA, TRÉSOR PUBLIC,,BICIM, )
- CHAMBRE DE COMMERCE ET D'INDUSTRIE DU MALI
- DIRECTION GÉNÉRALE PHARMACIE POPULAIRE DU MALI
- Direction générale EDMsa
- Maison d'arrêt centrale de Bamako
- Brigade territoriale de gendarmerie de Bamako Coura

## Enseignement
- Lycée Askia Mohamed, avenue de la Liberté
- Lycée Bah Aminata Diallo
- ECICA
- Lycée Notre Dame du Niger
- Lycée Technique de Bamako
- ENI école nationale d'ingénierie
- ENSUP école normale supérieure
- Faculté de médecine
- Faculté de pharmacie
- INFSS Institut national de formation en sciences de la santé

## Santé
- Hôpital du Point G ou Hôpital du Diamadia Koulou (1906)
- CHU Gabriel Touré
- CHU CNOS centre hospitalier universitaire d'odonto-stomatologie
- CHU IOTA Institut d'ophtalmologie tropical d'Afrique

## Culte et culture
- Cathédrale du Sacré-Cœur-de-Jésus de Bamako (1936) siège de l'archidiocèse catholique de Bamako.
- Mosquée du Mali Mag
- Eglise Évangélique de Bamako coura
- CICB
- Ciné Babemba
- Grand Hôtel
- Hôtel salam
- Cimetière d'Hamdallaye
- Monuments de l'indépendance
- Parc Zoologique
- Centre culturel Français
- Pyramide de souvenirs
- Carrefour des jeunes de Bamako

## Sports
- Stade Ouezzin-Coulibaly (1933), rénové en 2001 et 2010 (5 000 places).
- Stade Mamadou Konaté